# The Game (album)
The Game je album britanskog rock sastava "Queen" sniman u "Musicland studios" u Münchenu, Njemačka od lipnja do srpnja 1979. i od veljače do svibnja 1980. godine.
Album je izdan 30. lipnja 1980. godine i proveo je 18 tjedana na top ljestvici albuma i zauzeo 1. mjesto.

## Popis pjesama
1. "Play The Game" (Mercury) - 3:30
2. "Dragon Attack" (May) - 4:18
3. "Another One Bites the Dust" (Deacon) - 3:35
4. "Need Your Loving Tonight" (Deacon) - 2:50
5. "Crazy Little Thing Called Love" (Mercury) - 2:44
6. "Rock It (Prime Jive)" (Taylor) - 4:32
7. "Don’t Try Suicide" (Mercury) - 3:53
8. "Sail Away Sweet Sister (To the Sister I Never Had)" (May) - 3:33
9. "Coming Soon" (Taylor) - 2:51
10. "Save Me" (May) - 3:50
11. "Dragon Attack (1991 Remiks Jacka Bensona R.A.K.-a)" (Objavljena na CD izdanju "Hollywood recordsa" iz 1991. godine.

## Pjesme
1. Play The Game (Mercury) - Prva pjesma sastava u kojoj upotrebljavaju sintisajzer. Sastav je pjesmu izvodio uživo od 1980. do 1982. godine. Objavljena je kao singl 30. svibnja 1980. godine. U glazbenom spotu se Mercury po prvi puta pojavljuje s brkovima, što će s vremenom postati njegov prepoznatljivi izgled. 1981. objavljena je na kompilaciji "Greatest Hits". Na "B" strani singla nalazi se "A Human Body" koju je otpjevao Roger Taylor i nikada nije objavljena ni na jednom albumu "Queena".
2. Dragon Attack (May) - Pjesmu je napisao Brian May. Sastav je izvodio pjesmu uživo od 1980. do 1982. godine. "Queen + Paul Rodgers" također izvode pjesmu uživo.
3. Another One Bites The Dust (Deacon) - Objavljena kao singl 22. kolovoza 1980. godine. Pjesma se popela na vrhove raznih top ljestvica; R & B, disco. Nalazi se na 34. mjestu Billboardove top liste pjesama svih vremena. Najprodavaniji je singl sastava s prodanih više od 7.000.000 primjeraka. 1981. godine objavljena je na kompilaciji "Greatest Hits". 1998. godine obradio ju je raper Wyclef Jean za potrebe filma Small Soldiers. Ta verzija je objavljena na kompilaciji "Greatest Hits III" iz 1999. godine. 2002. obradili su je Francuzi pod nazivom "Queen Factory". 2004. godine obradio ju je grčko - američka pjevačica Kalomoira. 2006. obradio ju je američki dance sastav "The Miami Project".
4. Need Your Loving Tonight (Deacon) - Objavljena kao singl u studenom 1980. godine. Sastav je izvodio pjesmu uživo od 1980. do 1982. godine.
5. Crazy Little Thing Called Love (Mercury) - Mercury je pjesmu napisao za pet do deset minuta. Objavljena kao singl 5. listopada 1979. godine dosegnuvši drugo mjesto na britanskoj, odnosno prvo na američkoj top ljestvici singlova. Pjesma je napisana u Rockabilly stilu i otpjevana na Elvisov način. U riječima pjesme pojavljuje se Mercuryjevo ime ("Ready Freddie"), što se još pojavljuje u pjesmi "Let Me Entertain You"  koja je objavljena 1978. godine na albumu Jazz i na pjesmi "The Invisible Man"  koja je objavljena 1989. godine na albumu The Miracle. Pjesma je objvljena na kompilaciji "Greatest Hits" iz 1981.
6. Rock It (Prime Jive) (Taylor) - Pjesmu je napisao Roger Taylor i otpjevao je uz Mercuryjevu pratnju. Sastav je pjesmu izvodio uživo od 1980. do 1982. godine.
7. Don’t Try Suicide (Mercury) - Pjesmu je napisao Mercury. Sastav nije nikad pjesmu izveo uživo.
8. Sail Away Sweet Sister (To the Sister I Never Had) (May) - Pjesmu je napisao i otpjevao Brian May. Sastav je nikad nije izveo uživo ali, ju je May izvodio na svojoj samostalnoj turneji 1998. godine.
9. Coming Soon (Taylor) - Pjesmu je napisao Roger Taylor i otpjevao je kao Mercuryjeva pratnja. Sastav pjesmu nikad nije izveo uživo.
10. Save Me (May) - Objavljena kao singl 25. siječnja 1980. godine. May je odsvirao gotovo sve instrumente. Sastav je pjesmu izvodio uživo od 1980. do 1984. godine. 1981. objavljena je na kompilaciji "Greatest Hits".

## Top ljestvica albuma
| Država     | Top ljestvica    | Top ljestvica | Prodaja      | Prodaja    |
|            | Najviša pozicija | Tjedana       | Naklada      | Primjeraka |
| ---------- | ---------------- | ------------- | ------------ | ---------- |
| Argentina  | 1                |               |              | 250.000    |
| Australija | 1                |               | 5xplatinasta | 300.000    |
| Kanada     | 1                |               | 5xplatinasta | 600.000    |
| Irska      | 1                |               |              |            |
| Portugal   | 1                |               |              |            |
| UK         | 1                | 18            | platinasta   | 300.000    |
| SAD        | 1                | 43            | 4xplatinasta | 4.400.000  |
| Njemačka   | 2                |               | zlatna       | 400.000    |
| Nizozemska | 2                |               | zlatna       | 50.000     |
| Norveška   | 2                | 17            |              | 40.000     |
| Austrija   | 5                | 30            | zlatna       | 40.000     |
| Japan      | 5                |               |              | 100.000    |
| Švedska    | 7                | 7             |              | 50.000     |
| Italija    | 9                |               |              | 150.000    |
| Francuska  | 17               |               |              | 300.000    |

## Vanjske poveznice
- 'The Game' informacije na službenim stranicama